# Kinderschutz in der Türkei
Der Kinderschutz in der Türkei ist Aufgabe der Çocuk Hizmetleri Genel Müdürlüğü (etwa: „Generaldirektion für die Dienstleistungen an Kindern“). Sie ist seit 2011 dem Ministerium für Familie, Arbeit und Soziales angegliedert. Die Behörde unterhält u. a. Tagesstätten, Heime und Beratungsstellen und ist ebenfalls Träger von Heimen für Alte und Behinderte. Der gegenwärtige Leiter der Organisation ist Selahattin Güven.

## Geschichte
Der erste türkische Kinderschutzbund wurde am 1. Mai 1917 als Verein unter der Bezeichnung Himaye-i Etfal Cemiyeti („Gesellschaft zum Schutz der Kinder“) in Istanbul gegründet. Der Verein kümmerte sich erstrangig um Kinder, die in den Wirren des Ersten Weltkrieges ihre Familien verloren hatten, und eröffnete in Firuzağa ein „Gasthaus für Kinder“ mit hundert Plätzen. Im Jahre 1923 fand die letzte Mitgliederversammlung dieses Vereins statt. Danach wurde die Arbeit eingestellt.
Am 30. Juni 1921 gründeten Anhänger der republikanischen Bewegung in Ankara ebenfalls einen Kinderschutzbund. Im Jahre 1937 wurde ihm die Gemeinnützigkeit zuerkannt. Der Kinderschutzbund als Verein wurde nach dem Militärputsch von 1980 auf Beschluss des Nationalen Sicherheitsrates (Millî Güvenlik Kurulu) aufgelöst. Das Gesundheitsministerium übernahm zunächst die Aufgaben des Vereins. 1991 wurde der Kinderschutzbund aufgelöst und ihre Aufgaben dem Ministerpräsidentenamt angegliedert. Die Bezeichnung lautete Sosyal Hizmetler ve Çocuk Esirgeme Kurumu. Im Jahr 2011 wurde die Behörde in Çocuk Hizmetleri Genel Müdürlüğü umbenannt und dem Ministerium für Familie, Arbeit und Soziales angegliedert.

## Zuständigkeiten
Die Behörde ist insbesondere zuständig für Adoptionen (türk. evlat edindirme), Heimbetreuung (bakım) und soziale Rehabilitation, Pflegefamilien (türk. koruyucu aile), Kindergärten und Kinderrechte.